# موج رادیویی

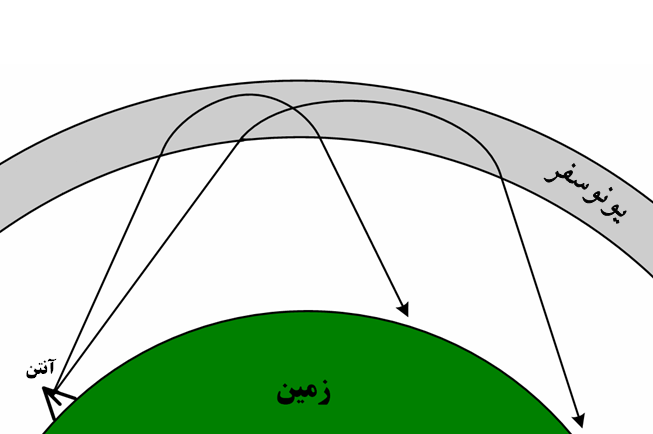
رفتار موج‌های رادیویی کوتاه در برخورد با یونوسفر

موج رادیویی یا رادیوموج، گونه‌ای موج الکترومغناطیسی است که طول‌موج آن در طیف الکترومغناطیسی بلندتر از فروسرخ است. همانند دیگر موج‌های الکترومغناطیسی، رادیوموج‌ها نیز با سرعت نور حرکت می‌کنند. موج‌های رادیویی به‌طور طبیعی توسط آذرخش و جِرم‌های فلکی تولید می‌شوند. موج‌های رادیویی مصنوعی، در سامانه‌های مخابراتی ثابت و متحرک، رادار و دیگر سامانه‌های ناوبری، ارتباط‌های ماهواره‌ای، شبکه‌های رایانه‌ای و بسیاری دیگرها کاربرد دارند. بسامدهای گوناگون رادیوموج‌ها دارای ویژگی‌های انتشار گوناگونی در اتمسفر زمین اند. موج‌های رادیویی بلند ممکن است بخشی از زمین را به‌طور مداوم بپوشانند. موج‌های رادیویی کوتاه نیز می‌توانند پس از برخورد و بازتاب توسط یونوسفر، همه سیاره زمین را بپیمایند. طول‌موج‌های کوتاه‌تر، بازتاب و خم‌شدگی بسیار کمی دارند و تنها می‌توانند در مسیر مستقیم حرکت کنند.

## کشف و به‌کارگیری

طرح ابتدایی از در اتمسفر زمین از نظر انتقال طول‌موجهای گوناگون امواج الکترومغناطیسی در آن

امواج رادیویی برای نخستین‌بار توسط «جیمز کلارک ماکسول» و پس از کارهای ریاضی او در سال ۱۸۶۵م پیش‌بینی شد. او در مشاهدات خود، متوجه ویژگی‌های موجی نور شده بود. او بعدها در معادله‌های خود نشان داد که امواج نوری و امواج رادیویی، نوعی موج الکترومغناطیسی هستند که در فضا حرکت می‌کنند. در سال ۱۸۸۷م، هاینریش هِرتز با تولید امواج رادیویی در آزمایشگاه، واقعی بودن سخنان «ماکسول» را نمایاند. از اختراع‌های دیگر پس از رادیو، می‌توان به فرستادن اطلاعات به صورت بی‌سیم اشاره کرد.

## پخش امواج رادیویی
مطالعه روی این پدیدهٔ الکترومغناطیسی، با توجه به بازتاب، شکست (انکسار)، قطبش، پراش (تفرّق)، و جذب آن که اهمیت بنیادی در چگونگی حرکت امواج رادیویی در فضای آزاد و بر سطح زمین دارد، انجام گرفت. بسامدهای گوناگون این موج‌ها در هواسپهر، ویژگی‌های گوناگونی دارند. پدیده‌های زیادی بر انتشار امواج رادیویی تأثیر دارد از جمله زمین (در جذب انرژی)، یون‌سپهر، نویز و ….

## در پزشکی
امواج رادیویی دارای فرکانس‌های زیاد، بیش از ۷۵ سال است که برای درمان‌های پزشکی بکار می‌رود. این موج‌ها بیشتر در جراحی‌های کوچک و انعقاد خون بکار می‌روند.